# 千々和到
千々和 到（ちぢわ いたる、1947年5月 - ）は、日本の歴史学者。専攻は日本中世史。民衆生活史、鎌倉時代の宗教・文化史など。文学修士（東京大学）。東京大学史料編纂所教授を経て、國學院大學名誉教授。日本古文書学会理事、国史学会評議員、歴史学研究会委員、東国文化研究会代表。  
東京都出身。父は東京学芸大学教授などをつとめた同じく歴史学者・千々和実。

## 来歴
- 東京都立新宿高等学校卒
- 1973年 - 東京大学大学院人文科学研究科修士課程修了。
- 1973年 - 東京大学史料編纂所文部事務官教職員。
- 1974年 - 東京大学史料編纂所助手。
- 1984年 - 東京大学史料編纂所助教授。
- 1992年 - 東京大学史料編纂所教授。
- 1993年 - 東京大学史料編纂所退官。 國學院大學文学部教授。
- 2018年 - 國學院大學名誉教授。

## 著作

### 単著
- 『板碑とその時代　てぢかな文化財・みぢかな中世』（平凡社　1988年）
- 『板碑と石塔の祈り』（山川出版社　2007年）

### 編著
- 『寿福寺の大般若経』編　東国文化研究会　2003
- 『日本の護符文化』編　弘文堂　2010年）

### 論文
- 「峰岡八幡宮僧形八幡像胎内納入文書について」（史学雑誌81-6、1972年）
- 「東国における仏教の中世的展開」（史学雑誌82-2、1973年）
- 「東大寺文書にみえる牛玉宝印」（南都仏教/39、1977年）
- 「金石文からみた中世の東国」（歴史学研究/別冊特集、1981年）
- 「中世民衆の意識と思想」『一揆』（東京大学出版会、1981年）
- 「｢誓約の場｣の再発見」（日本歴史/422、1983年）
- 「中世民衆的世界の秩序と抵抗」『講座日本歴史』（東京大学出版会、1985年）
- 「市民にとっての歴史的景観」（関東学院大学文学部紀要/48、1986年）
- 「仕草と作法　ー死と往生をめぐってー」『日本の社会史』（岩波書店、1987年）
- 「昭和初年の板碑調査」（埼玉史談36-1、1989年）
- 「改元と私年号」（歴史評論/477、1990年）
- 「北海道の板碑をめぐって」『北日本中世史の研究』（吉川弘文館、1990年）
- 「書牛玉」と「白紙牛玉」『中世をひろげる』（吉川弘文館、1991年）
- 「板碑・石塔の立つ風景　ー板碑研究の課題ー」『考古学と中世史研究』 (名著出版、1991年）
- 「神蔵牛玉宝印について」（千曲/69、1993年）
- 「入間市円照寺の板碑の「履歴書」」（國學院大學大学院紀要/25、1994年）
- 「石巻の板碑と｢東北型｣板碑の再検討」（六軒丁中世史研究/3、1995年）
- 「祈りと誓いの形木・牛玉宝印」『中世資料論の現在と課題』（名著出版、1995年）
- 「中世の庚申」（八潮市史研究/17、1995年）
- 「中世日本の人びとと音」（歴史学研究/691、1996年）
- 「徳川家康の起請文」（史料館研究紀要/31、2000年）
- 「霊社上巻起請文－秀吉晩年の諸大名起請文から琉球中山王起請文へ－」（國學院大學日本文化研究所紀要/88、2001年）
- 「戦国期の庚申待」（山梨県史研究/9、2001年）
- 「中世の誓約文書＝起請文の、二つの系列」（國學院雑誌106-2、2005年）
- 「大師勧請起請文」『中世の社会と史料』（吉川弘文館、2005年）
- 「中世の起請文に見る神仏－起請文神文から前近代の人々の神観念を探る試み－」（日本文化と神道/2、2006年）
- 「日本の金石文研究現況」（大東文化研究/55、2006年）